# Hapalomys
A Hapalomys az emlősök (Mammalia) osztályának a rágcsálók (Rodentia) rendjébe, ezen belül az egérfélék (Muridae) családjába tartozó nem.

## Rendszerezés
A nembe az alábbi 2 élő faj és 4 fosszilis faj tartozik:
- Hapalomys delacouri Thomas, 1927
- hosszúfarkú bambuszegér (Hapalomys longicaudatus) Blyth, 1859 - típusfaj
- †Hapalomys angustidens
- †Hapalomys eurycidens
- †Hapalomys gracilis
- †Hapalomys khaorupchangi